# Улица Ольги Берггольц
Улица О́льги Бергго́льц — улица в Невском районе Санкт-Петербурга, ограничена проспектом Обуховской Обороны и землеотводом московской ветки Октябрьской железной дороги. Длина около 2 км.

## История
Названа в честь поэтессы Ольги Фёдоровны Берггольц 16 октября 1978 года (были объединены бывшие Мартыновская и Мирная улицы, и новой улице было присвоено её нынешнее название).

## Достопримечательности
- На северной стороне улицы находится Палевский сад, где установлен памятник поэтессе (открыт в 105-ю годовщину со дня рождения Ольги Берггольц[1][2]).
- В начале улицы, по нечётной стороне расположены дома, которые входят в уникальный жилой комплекс для рабочих — Палевский жилмассив ( 7830168000), созданный в 1925—1927 годах архитекторами А. И. Зазерским и Н. Ф. Рыбиным[3]. Комплекс состоит из 19 жилых домов. Часть — двухэтажные, состоящие из блоков на четыре квартиры. Квартиры сгруппированы парно и имеют выход прямо на улицу. Помимо этого в жилмассив входят трехэтажные и пятиэтажные многоквартирные дома с лестничными клетками. Дома окружены пятью озеленёнными дворами. Обилие зеленых насаждений явилось частью проекта и воплотило в себе идею «города-сада»[4].

## Пересечения
Пересекает следующие улицы:
- улица Бабушкина
- улица Пинегина
- улица Седова
- улица Невзоровой